# 基尔施考
基尔施考是德国图林根州的一个市镇。总面积5.98平方公里，总人口242人，其中男性127人，女性115人（2011年12月31日），人口密度40人/平方公里。